# Distaplia alaidi
Distaplia alaidi is een zakpijpensoort uit de familie van de Holozoidae. De wetenschappelijke naam van de soort is voor het eerst geldig gepubliceerd in 1993 door Sanamyan.